# Costaconvexa
Costaconvexa is een geslacht van vlinders van de familie spanners (Geometridae), uit de onderfamilie Larentiinae.

## Soorten
- C. centrostrigaria (Wollaston, 1858)
- C. dispar Warren, 1903
- C. flavipennis Warren, 1907
- C. fulvitincta Joicey & Talbot, 1917
- C. fumipennis Warren, 1906
- C. polygrammata

Walstrospanner (Borkhausen, 1794)
- C. simplex Prout